# Vzdutí
Vzdutí je umělé zvýšení, vzedmutí hladiny vodního toku pomocí vodního díla, nejčastěji přehrady nebo jezu.
Parametrem těchto vodních děl je délka vzdutí, tedy vzdálenost od hráze do místa, kde končí volná hladina vodního toku. Například délka vzdutí vodní nádrže Orlík je 68 km.
Pojem zpětné (hydrodynamické) vzdutí popisuje jev, kdy je při velkých průtocích vyšší hydrodynamická hladina vody, než by odpovídalo hydrostatické úrovni hladiny, a to zejména v horních částech vodních děl. To pak vede ke zvětšení rozsahu zatopeného území .